# Linha de força

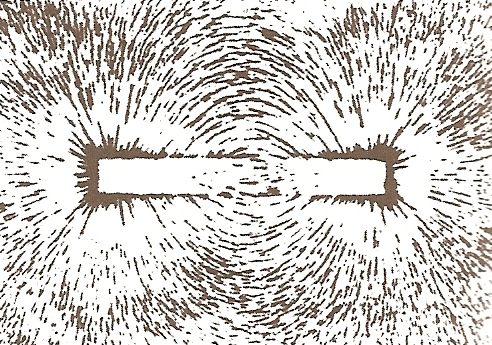

Linha de força ou linha de fluxo, geralmente no contexto do eletromagnetismo, é a linha curva*, imaginária, cuja tangente dá a direção do campo elétrico num dado ponto.
- (As linhas são geralmente curvas, mas não têm necessariamente de o ser em todos os casos; por exemplo, num campo magnético ou elétrico uniforme, as linhas de campo são linhas retas e imaginárias paralelas umas às outras).

Observando as linhas formadas por limalhas de ferro em uma folha de papel colocada sobre um imã, Michael Faraday propôs o conceito de linhas de força. Essas linhas permitem estudar por onde passa o campo elétrico, e sua intensidade, conforme a concentração de limalha de ferro em determinada região. Elas são assim definidas como linhas imaginárias que mostram a atuação do campo elétrico em um determinado ponto no espaço.
- Uma tangente à linha de força em um determinado ponto indica a direção do vetor {\displaystyle {\vec {E}}} neste ponto.
- O número de linhas de força por unidade de área é proporcional ao módulo do vetor {\displaystyle {\vec {E}}}. Isto significa que as linhas são mais próximas entre si onde {\displaystyle {\vec {E}}} é maior e mais afastadas onde {\displaystyle {\vec {E}}} é menor.

No cálculo das linhas de fluxo utilizamos recursos do cálculo, já que o cálculo destas não passa do cálculo da soma das linhas do campo elétrico. Desta forma, podemos escrever em uma fórmula como a que segue abaixo,lembrando que estamos obtendo um escalar a partir de dois vetores,<div="style align-center:50%">{\displaystyle \int _{a}^{b}{\vec {E}}\,d{\vec {S}}}.